# ASD Real Nocera Superiore
Associazione Sportiva Dilettantistica Real Nocera Superiore byl italský fotbalový klub sídlící ve městě Nocera Superiore. Klub byl založen v roce 2009 jako Vis Nocera Superiore, zanikl v roce 2012 po prodeji sportovní licence klubu US Angri Calcio 1927 ASD.

## Umístění v jednotlivých sezonách
| Sezóny  | Liga                        | Úroveň | Z  | V  | R | P  | VG | OG | +/- | B  | Pozice |
| ------- | --------------------------- | ------ | -- | -- | - | -- | -- | -- | --- | -- | ------ |
| 2009/10 | Eccellenza Campania – sk. B | 6      | 30 | 18 | 5 | 7  | 44 | 35 | +9  | 59 | 3.     |
| 2010/11 | Serie D – sk. I             | 5      | 36 | 13 | 7 | 16 | 46 | 46 | -3  | 46 | 11.    |
| 2011/12 | Serie D – sk. H             | 5      | 34 | 6  | 9 | 19 | 32 | 56 | -24 | 27 | 15.    |